# Pseudopanurgus crenulatus
Pseudopanurgus crenulatus är en biart som först beskrevs av Cockerell 1905.  Pseudopanurgus crenulatus ingår i släktet Pseudopanurgus och familjen grävbin. Inga underarter finns listade i Catalogue of Life.